# مجنون أميرة (فلم)
مجنون أميرة فيلم مصري إنتاج عام 2009. وتاريخ عرضه يوافق عيد الفطر لسنة 1430 هـ.

## قصة الفيلم
تدور أحداث الفيلم في إطار من الفانتازيا حول قصة حب جمعت بين الأميرة ديانا وشاب مصري لم يرها إلا من خلال صورها، فأحبها إلى حد الجنون.

## الممثلون
- نورا رحال
- مصطفى هريدي
- شمس
- هشام عبد الله
- هياتم
- أمينة
- نادية العراقية
- عادل عمار
- حمدي السخاوي
- إنعام الجريتلي
- مراد فكري
- حازم سمير

## روابط خارجية
- مقالات تستعمل روابط فنية بلا صلة مع ويكي بيانات